# Buellton
Buellton ist eine Stadt im Santa Barbara County im US-Bundesstaat Kalifornien mit 5161 Einwohnern (Stand: 2020).
Buellton liegt auf einer Fläche von 4 km² im Weinanbaugebiet Santa Ynez Valley und ist Schauplatz des Filmes Sideways (2004). Der Erfolg des Films Sideways führte in der Gegend um Buellton zu einem verstärkten Interesse von Touristen und einem Wirtschaftsaufschwung.
Eine Sehenswürdigkeit ist die Flag Is Up Farms von Monty Roberts.